# Stepan Naumov
Stepan Naumov (11 aprile 2001) è uno snowboarder russo, specializzato in slalom gigante parallelo e slalom parallelo.

## Biografia
Specializzato in slalom gigante parallelo e slalom parallelo e attivo in gare FIS dal novembre 2016, Naumov ha debuttato in Coppa del Mondo il 7 dicembre 2019, senza terminare lo slalom parallelo di Bannoye, nella stessa località ha ottenuto il suo primo podio, giungendo 2º alle spalle del suo connazionale Dmitrij Loginov.
In carriera non ha mai preso parte a rassegne olimpiche o iridate.

## Palmarès

### Festival olimpico della gioventù europea
- 1 medaglia:
  - 1 argento (slalom gigante parallelo a Erzurum 2017)

### Coppa del Mondo
- Miglior piazzamento nella Coppa del Mondo di parallelo: 25º nel 2021
- Miglior piazzamento nella Coppa del Mondo di slalom gigante parallelo: 39º nel 2021
- Miglior piazzamento nella Coppa del Mondo di slalom parallelo: 12º nel 2021
- 1 podio:
  - 1 secondo posto